# Claire Oppert
Pour les articles homonymes, voir Oppert.
Claire Oppert, née le 1er mai 1966 à Paris, est une violoncelliste, musicothérapeute et auteure française.

## Biographie
Claire Oppert est née à Paris le 1er mai 1966 dans une famille de médecins et d'artistes. Elle est diplômée du Conservatoire Tchaïkovski de Moscou en 1993, titulaire d’une licence de philosophie (université Sorbonne Paris IV) et d’un diplôme universitaire d’art-thérapie. Elle est concertiste et se consacre également à l'enseignement. Elle enseigne actuellement à la Zahar Bron Music School (Zurich, Suisse) et à la Musica Mundi School (Waterloo, Belgique).
Elle commence dès 1997 à jouer dans une visée thérapeutique pour des grands autistes au centre Adam-Shelton à Saint-Denis, en collaboration avec le psychologue clinicien américain Howard Buten, puis dans des EHPAD (Korian Jardin D'Alésia) et des centres de soins palliatifs (hôpital Sainte-Périne, centre hospitalier Rives-de-Seine, maison médicale Jeanne-Garnier).
Elle est mariée au pianiste Roustem Saïtkoulov et a trois enfants : Leonor Saitkoulov (1995), Clara Saitkoulov (1999) et Ilya Saitkoulov (2008). Elle forme le trio Saitkoulov avec sa fille Clara, violoniste, et son mari Roustem Saitkoulov.

## LePansement Schubert
Elle publie en 2020 aux éditions Denoël un récit intitulé Le Pansement Schubert qui raconte ses expériences de musicothérapie auprès d'autistes, de personnes âgées atteintes de démence et de patients douloureux et en fin de vie.  Elle témoigne de l'effet bénéfique de la musique sur les personnes hospitalisées en soins palliatifs (diminution de la douleur et de l'anxiété) à travers plusieurs études cliniques et démontre l'impact positif de la musique vivante  sur les malades en fin de vie,, les patients atteints de la maladie d' Alzheimer et  sur les soignants ainsi que les familles. Son parcours d'art-thérapie commence en avril 2012 dans un EHPAD parisien, où elle parvient à calmer radicalement une patiente de sa douleur en jouant le thème du trio op. 100 de Franz Schubert. À cette occasion, une infirmière fait une remarque après le soin qui a pu être réalisé sereinement : « Il faudra revenir pour le pansement Schubert ». Cette expression est à l'origine du titre du livre. Elle utilise différents styles de musiques, Bach, Mozart, Beethoven, Brahms, Rachmaninov, Verdi, Édith Piaf, Johnny Hallyday, Claude François, du gospel, du rock, des valses ainsi que des tangos.

## Discographie
- 2001 : Quatuors pour flûte et cordes, XXe siècle, avec l'Ensemble Hélios, Traversières
- 2002 : Plurielles, compositeurs femmes, avec l'Ensemble Hélios, Maguelone
- 2003 : Récital/5 quatuors pour flûte et cordes, avec l'Ensemble Hélios, Traversières
- 2003 : Sonates violoncelle/piano Strauss/Schumann/Chostakovitch, avec Roustem Saïtkoulov, Adonaï
- 2005 : Quatuors de Ferdinand Ries, avec l'Ensemble Hélios, Traversières
- 2014 : Trios romantiques Dvorak, Rachmaninov, Mendelssohn, avec le Trio Saitkoulov, Vip Conseils  (1er Prix au Concours International du Meilleur Enregistrement Sonore, CIMES)
- 2020 : Fire Light, avec Roustem Saïtkoulov, Master Chord Records